# Стромиловы
Стромиловы — древний дворянский род. Род внесён в родословные книги Владимирской, Тверской, Московской, Новгородской и Тамбовской губерний.

## История рода
По неподтвержденному документами преданию род происходит из Литвы, от рода Струмило (по польски — поток, ручеёк). В Галиции, в Золочевском уезде находилось местечко Каменец—Стромилова, впервые упомянуто (1411).  По версии Н. С. Стромилова род разделился на несколько ветвей, связь между которыми не отыскана.

### Стромиловы в Литве
Родоначальник Александр-Станислав Петрашкевич (то есть, Петрович) внук Стромило (Стромилов) наместник Лидский, староста Смоленский, маршалок (гофмаршал) великого князя литовского Александра, был несколько раз послом к великому князю Ивану III Васильевичу (1490, 1495 и 1499). Встречал в Литве великую княгиню Елену Ивановну, невесту великого князя Александра Литовского (1495).
В Литве существует два рода Струмиловых:
1. Приписан к гербу Наленч и происходит от Александра-Станислава и пишется двойной фамилией Петрашкевич-Струмило.
2. Приписан к гербу Домброво и пишется Згерский-Струмило. Владимирская ветвь дворян Стромиловых употребляла герб Домброва[2].

### Стромиловы в России
Алексей Стромилов, дьяк великого князя Василия Дмитриевича, писал его духовную грамоту (1424). Введенный дьяк великого князя — Фёдор Стромилов казнён (1497), за совет князю Василию, сыну Ивана III, уехать из Москвы, захватить казну и погубить князя Дмитрия Иоанновича.
Степан Ильич пожалован из велико-княжеских вотчин села и деревни в Деревской пятине (1503). Стромилов дворцовый дьяк (1512). Никифор Стромилов упомянут в духовном завещании князя А. В. Ногтева (1534). Юрий (в иночестве Герасим) и брат его Стефан Никифорович Стромиловы погибли от татар в Муроме (март 1549), их имена занесены в синодик московского Успенского собора на вечное поминовение. Сын боярский Иван Стромилов погиб под Казанью, когда ходил жечь посады вокруг города (февраль 1550). Сын боярский Михаил Иванович поручился по боярину Яковле (1552). Юрий Яковлевич, упомянут в Юрьевских десятнях (1577), дворовый, оклад 250 четвертей, дворцовый подключник (1598), подписал грамоту об избрании на царство Бориса Годунова, голова в Берёзове, 2-й воевода в Берёзове (1614), объезжий голова в Москве (1616), воевода в Устюге (1619—1620). Михаил Игнатьевич жалован царём Алексеем Михайловичем родовым поместье в Золоцком стане (1670)
Городовой дворянин Гавриил Васильевич владел двором во Владимирском Кремле (1626). Семён Иосифович помещик Юрьева-Польского, имел оклад 300 четвертей († до 1645).

## Известные представители
- Стромиловы: Иосиф, Дмитрий, Поздей и Василий Захарьевичи Юрьева-Польского городовые дворяне (1577).
- Стромилов, Юрий Яковлевич († 1629) — второй воевода в Березове (1610—1614), в Устюге-Великом (1619)[6]
- Стромилов, Владимир Прокофьевич — Юрьева-Польского городовой дворянин (1627—1629).
- Стромилов, Иван Кузьмич — стольник (1627—1658).
- Стромилов, Матвей Петрович — московский дворян (1640—1658), воевода в Орше (1656).
- Стромилов, Матвей Петрович — московский дворянин (1640—1668), сопровождал царицу Марию Ильиничну в путешествии по окрестностям Москвы (1654).
- Стромиловы: Нехороший Яковлевич, Андрей Гаврилович, Иван Петрович, Роман Иванович, Тимофей Михайлович — московские дворяне (1658—1692).
- Стромиловы: Никита Петрович и Михаил Гаврилович — стряпчие (1658—1692).
- Стромилов, Еремей Семёнович — рейтар, помещик Юрьева-Польского уезда (1680).
- Стромилов, Аникей Филатьевич — стольник (1686—1692)[7].
- Стромилов, Макарий Иванович — погиб под Полтавою (27 июня 1709).
- Стромилов, Фёдор Данилович — сержант Преображенского полка, ротмистр Киевского кирасирского полка, ранен в боях в Силезии (1759), воевода в Рыльске (1764).
- Стромилова, Мария Юрьевна (уп. XVII) — её муж московский дворянин (1627-1640) Нелединский Иван Юрьевич (?  — ум. после 1640), воевода в Мангазее (1606-1608 и 1613), в Уржуме (1616), в Можайске (1619), в Царицыне (1621-1623), в Брянске (1631); пожалован вотчинами в 1620 и 1626); строил город в Суздале (1631)[8].
- Стромилова, Елизавета — игуменья Успенского женского монастыря в г. Владимир (1777).
- Стромилов, Николай Петрович — действительный статский советник, Александровский уездный предводитель дворянства (1807).
- Стромилова (Бороздна) Любовь Степановна — (1813—1894) — русская художница.
- Семён Иванович Стромилов (1810 — после 1862) — русский поэт[9].
- Иван Николаевич Стромилов (1817—1903) — вице-адмирал, комендант Кронштадта.
- Николай Семёнович Стромилов (1842—1894) — библиограф[10].
- Стромилов, Сергей Семёнович (1856—1911) — александровский уездный предводитель дворянства, член Государственного совета по выборам.